# Fungia horrida
Espèce
Synonymes
- Fungia danai Milne Edwards & Haime, 1851
- Fungia klunzingeri Döderlein, 1901

Statut CITES
Fungia horrida est une espèce de coraux appartenant à la famille des Fungiidae.